# Asti (tỉnh)
Tỉnh Asti (tiếng Ý: Provincia di Asti) là một tỉnh ở vùng Piemonte của Ý. Tỉnh lỵ là thành phố Asti.
Tỉnh này có diện tích 1.504.5 km², tổng dân số là 206.265 (2004). Có 118 đô thị (danh từ số ít tiếng Ý:comune) ở trong tỉnh này.